# فرودگاه محله هوایی وایزر
فرودگاه وایزر ایر پارک  (به انگلیسی: Weiser Air Park) یک فرودگاه همگانی باربری است که یک باند فرود آسفالت دارد و طول باند آن ۱۰۵۳ متر است. این فرودگاه در شهر هیوستون کشور ایالات متحده آمریکا قرار دارد و در ارتفاع ۴۲ متری از سطح دریا واقع شده است.